# Aleksandrów (Gmina Iłów)
Pour les articles homonymes, voir Aleksandrów.
Aleksandrów  [alɛkˈsandruf] est un village polonais de la gmina d'Iłów dans le powiat de Sochaczew et dans le voïvodie de Mazovie.